# Fenil-magnézium-bromid
A fenil-magnézium-bromid (egyszerűsített képlete C6H5MgBr) magnéziumtartalmú fémorganikus vegyület, a Grignard-reagensek közé tartozik. Alkalmazása olyan gyakori, hogy kereskedelmi forgalomban is kapható dietil-éteres vagy tetrahidrofurános (THF) oldat formájában. Szerves kémiai szintézisekben jellemzően fenilcsoport bevitelére használják.

## Előállítása

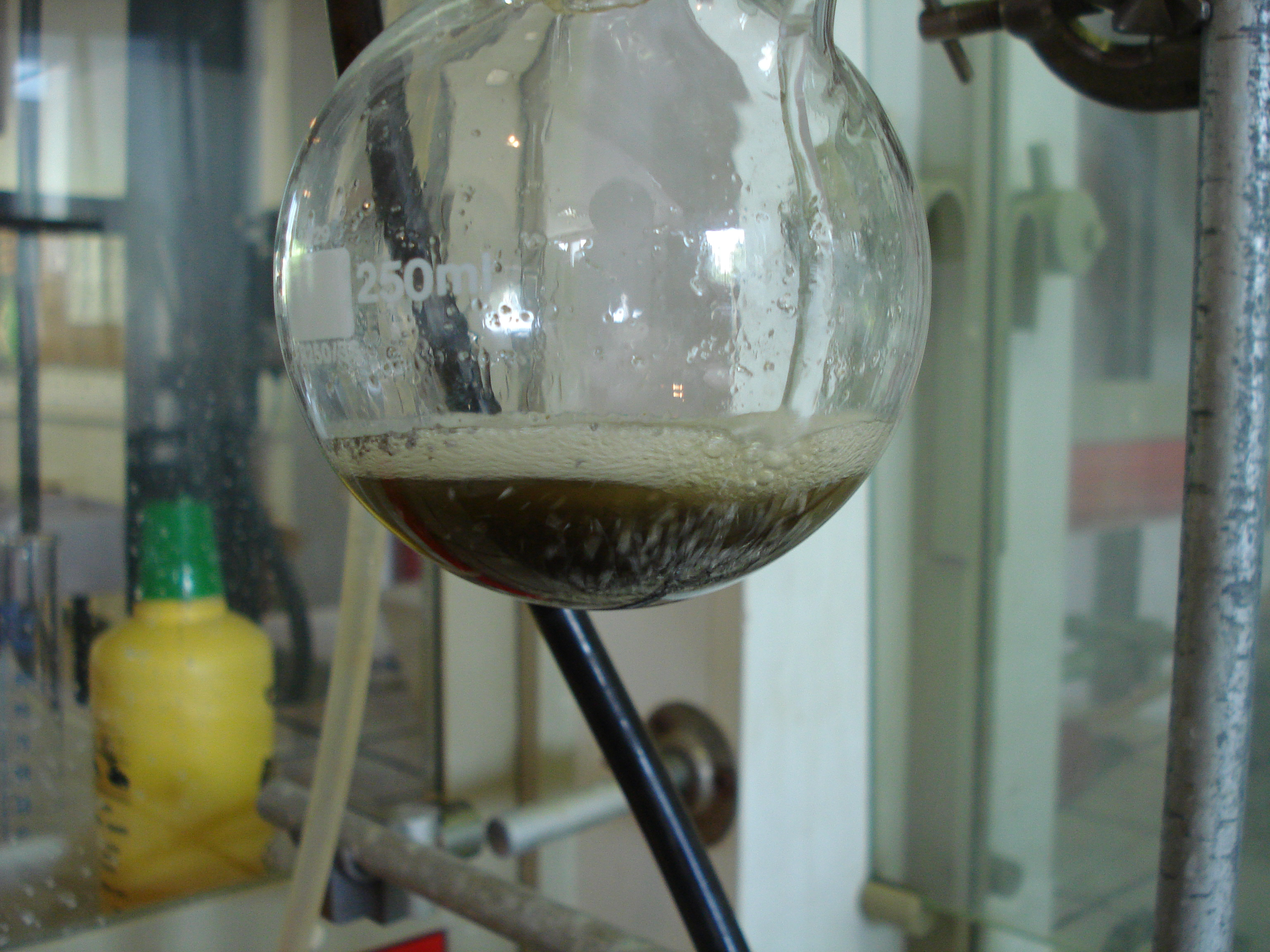
A fenil-magnézium-bromidot brómbenzol és fémmagnézium reakciójával állítják elő.

A fenil-magnézium-bromid kereskedelmi forgalomban is kapható dietil-éteres vagy THF-es oldat formájában. Laboratóriumban előállítható brómbenzol és fémmagnézium reakciójával, utóbbit többnyire forgács formájában alkalmazzák. A reakció megindításához kis mennyiségű jód adható a reakcióelegyhez, ami aktiválja a magnéziumot.
A magnézium(II) centrum szolvatálásához jó elektrondonor aprotikus oldószer szükséges, ilyen például az éter vagy THF. Az alkoholok és a víz a fenil-magnézium-bromiddal benzol keletkezése közben reagál. A karbonilcsoportot tartalmazó oldószerek, mint például az aceton és etil-acetát sem kompatibilisek a reagenssel, azzal kémiai reakcióba lépnek.

## Szerkezete
A fenil-magnézium-bromid képletét általában C6H5MgBr formában adják meg, a molekula szerkezete azonban ennél bonyolultabb. A vegyület mindig adduktumot képez két OR2 ligandummal (melyek az oldószerként használt éter vagy THF molekulái). A Mg körül így tetraéderes elrendeződés alakul ki, és teljesül az oktettszabály is. Az Mg–O távolság 201 és 206 pm, míg az Mg–C és Mg–Br kötéstávolság rendre 220 pm és 244 pm.

## Kémiai tulajdonságai
A fenil-magnézium-bromid erős nukleofil és erős bázis. Képes elvonni még az alig savas protonokat is, ezért a szubsztráton – ahol szükséges – védőcsoportot kell kialakítani. Gyakran addícionál karbonilvegyületekre, azaz ketonokra és aldehidekre. Szén-dioxiddal is reagál, savas feldolgozást követően benzoesav keletkezik.

## Fordítás
Ez a szócikk részben vagy egészben  a   Phenylmagnesium bromide című angol Wikipédia-szócikk ezen változatának fordításán alapul.  Az eredeti cikk szerkesztőit annak laptörténete sorolja fel. Ez a jelzés csupán a megfogalmazás eredetét és a szerzői jogokat jelzi, nem szolgál a cikkben szereplő információk forrásmegjelöléseként.